# Landis (Carolina del Nord)
Landis és una població dels Estats Units a l'estat de Carolina del Nord. Segons el cens del 2000 tenia 2.996 habitants.

## Demografia
Segons el cens del 2000, Landis tenia 2.996 habitants, 1.205 habitatges i 844 famílies. La densitat de població era de 470,2 habitants per km².
Dels 1.205 habitatges en un 30,1% hi vivien nens de menys de 18 anys, en un 53,9% hi vivien parelles casades, en un 11,2% dones solteres, i en un 29,9% no eren unitats familiars. En el 26,2% dels habitatges hi vivien persones soles el 14,8% de les quals corresponia a persones de 65 anys o més que vivien soles. El nombre mitjà de persones vivint en cada habitatge era de 2,49 i el nombre mitjà de persones que vivien en cada família era de 2,97.
Per edats la població es repartia de la següent manera: un 23,6% tenia menys de 18 anys, un 9,6% entre 18 i 24, un 27,8% entre 25 i 44, un 22,1% de 45 a 60 i un 16,8% 65 anys o més.
L'edat mediana era de 38 anys. Per cada 100 dones de 18 o més anys hi havia 90,5 homes.
La renda mediana per habitatge era de 36.594 $ i la renda mediana per família de 43.214 $. Els homes tenien una renda mediana de 27.556 $ mentre que les dones 23.400 $. La renda per capita de la població era de 16.642 $. Entorn del 6,6% de les famílies i el 10,1% de la població estaven per davall del llindar de pobresa.

## Poblacions més properes
El següent diagrama mostra les poblacions més properes.